# Nicolás Bravo (Quintana Roo)
Nicolás Bravo es una localidad mexicana situada en el estado de Quintana Roo, dentro del municipio de Othón P. Blanco.

## Geografía
La localidad de Nicolás Bravo se ubica en el oeste del municipio de Othón P. Blanco, el cual se localiza en el sur del estado de Quintana Roo. La localidad se encuentra a una altura media de 100 metros sobre el nivel del mar.

### Clima
En Nicolás Bravo predomina el clima cálido subhúmedo con lluvias en verano, de humedad media.
| Parámetros climáticos promedio de       | Parámetros climáticos promedio de | Parámetros climáticos promedio de | Parámetros climáticos promedio de | Parámetros climáticos promedio de | Parámetros climáticos promedio de | Parámetros climáticos promedio de | Parámetros climáticos promedio de | Parámetros climáticos promedio de | Parámetros climáticos promedio de | Parámetros climáticos promedio de | Parámetros climáticos promedio de | Parámetros climáticos promedio de | Parámetros climáticos promedio de |
| Mes                                     | Ene.                              | Feb.                              | Mar.                              | Abr.                              | May.                              | Jun.                              | Jul.                              | Ago.                              | Sep.                              | Oct.                              | Nov.                              | Dic.                              | Anual                             |
| --------------------------------------- | --------------------------------- | --------------------------------- | --------------------------------- | --------------------------------- | --------------------------------- | --------------------------------- | --------------------------------- | --------------------------------- | --------------------------------- | --------------------------------- | --------------------------------- | --------------------------------- | --------------------------------- |
| Temp. máx. abs. (°C)                    | 39.0                              | 39.0                              | 43.0                              | 42.0                              | 41.0                              | 40.0                              | 39.8                              | 39.6                              | 40.0                              | 39.5                              | 39.5                              | 39.0                              | 43.0                              |
| Temp. máx. media (°C)                   | 29.9                              | 30.7                              | 32.2                              | 33.4                              | 34.1                              | 33.2                              | 32.5                              | 33.1                              | 32.8                              | 32.1                              | 31.0                              | 29.8                              | 32.1                              |
| Temp. media (°C)                        | 23.6                              | 24.1                              | 25.3                              | 26.4                              | 27.4                              | 27.4                              | 26.8                              | 27.1                              | 27.0                              | 26.3                              | 25.1                              | 23.8                              | 25.9                              |
| Temp. mín. media (°C)                   | 17.3                              | 17.5                              | 18.4                              | 19.4                              | 20.7                              | 21.6                              | 21.1                              | 21.2                              | 21.3                              | 20.6                              | 19.2                              | 17.7                              | 19.7                              |
| Temp. mín. abs. (°C)                    | 4.5                               | 5.0                               | 6.0                               | 7.0                               | 12.0                              | 14.0                              | 10.0                              | 15.0                              | 14.0                              | 12.5                              | 2.0                               | 8.0                               | 2.0                               |
| Precipitación total (mm)                | 59.5                              | 36.4                              | 29.8                              | 37.7                              | 83.9                              | 186.0                             | 155.3                             | 126.4                             | 189.6                             | 131.9                             | 75.9                              | 56.1                              | 1168.5                            |
| Días de precipitaciones (≥ 1 mm)        | 8.5                               | 5.7                               | 4.3                               | 3.9                               | 6.8                               | 12.7                              | 13.4                              | 12.7                              | 14.3                              | 12.6                              | 10.3                              | 9.1                               | 114.3                             |
| Fuente: Servicio Meteorológico Nacional |                                   |                                   |                                   |                                   |                                   |                                   |                                   |                                   |                                   |                                   |                                   |                                   |                                   |

## Demografía
De acuerdo con el Censo de Población y Vivienda realizado en marzo de 2020 por el Instituto Nacional de Estadística y Geografía (INEGI), en Nicolás Bravo había un total de 3699 habitantes, 1867 mujeres y 1832 hombres.

### Evolución demográfica
| Gráfica de evolución demográfica de Nicolás Bravo entre 1950 y 2020 |
|                                                                     |
| Fuente: Instituto Nacional de Estadística y Geografía               |